# Skamp

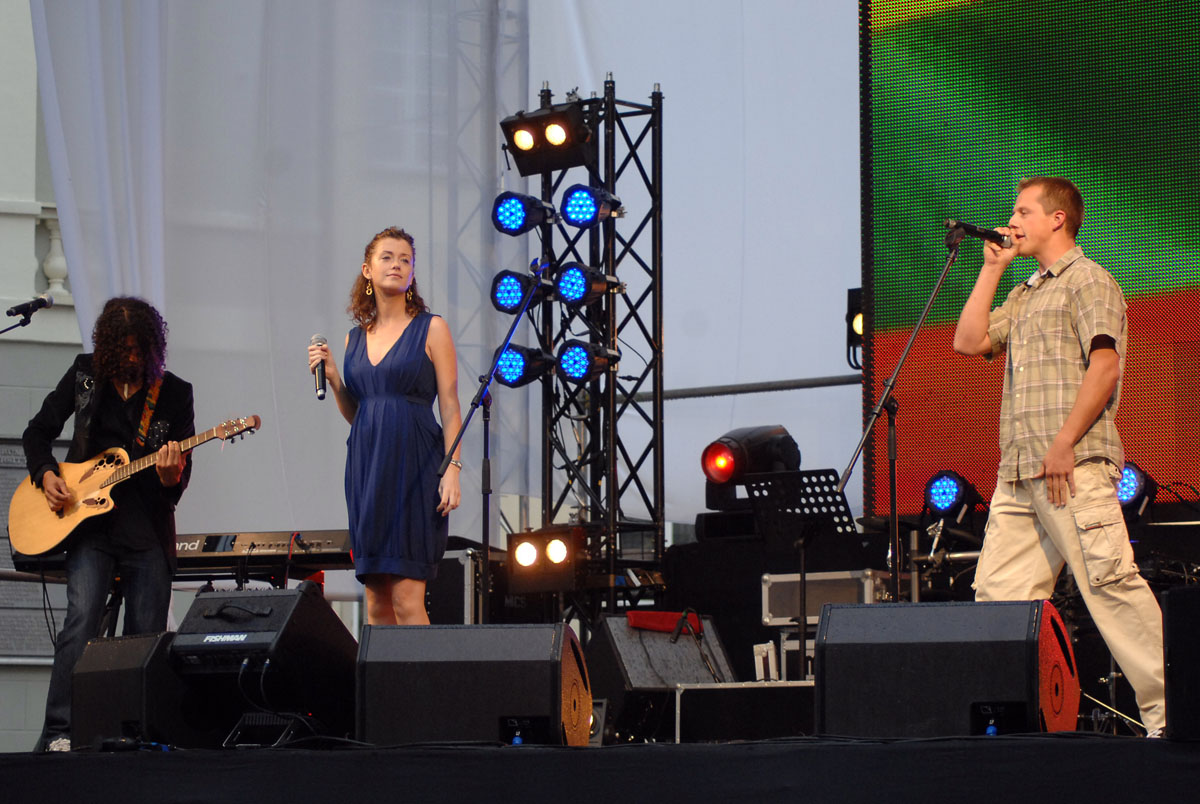
Skamp in 2009

Skamp is een Litouwse band, bestaande uit Erica Quinn Jennings, Vilius Alesius en Viktoras Diawara. Erica is een Ierse.
De band brak voor het eerst door in 1998 met een hiphopcover van Summertime van George Gershwin. Later volgden nog meer hits. Skamp vertegenwoordigde Litouwen op het Eurovisiesongfestival 2001 in Kopenhagen met You got style, waarvan de muziek is geschreven door Viktoras en de tekst door de drie bandleden samen. De groep werd getipt voor een lage notering en had eigenlijk spijt dat ze deel hadden genomen, maar ze eindigden op de dertiende plaats, tot dan toe het beste resultaat ooit op het Eurovisie songfestival. In de jaren daarna groeide Skamp uit tot een van de meest gerespecteerde livebands van de Baltische Staten en mocht de band verschillende muzikale onderscheidingen in ontvangst nemen. De band verzorgde het voorprogramma van onder andere The Black Eyed Peas, Macy Gray en vele anderen.
In april 2006 werd de nieuwe radiosingle Thinking About You uitgebracht, die van hun laatste album Deadly komt. 
In 2006 zong Viktoras Diawara ook in de groep LT United die naar het songfestival ging.